# カライェル
カライェル（Karayel、1970年 - 2000年?）は、トルコの競走馬。
2歳時から4歳時に海外移籍を目前に故障するまで18戦18勝の無敗で三冠を達成した伝説的名馬、トルコ競馬史上最強馬。
引退後は種牡馬としても成功し、トルコにおけるエクリプス賞やJRA賞に相当する年間表彰のカライェル賞（Karayel Ödülleri）に名を残している。
馬名のカライェル（karayel）は「黒い風」を意味し、トルコの北西から吹く冷たく湿った局地風の名称である。カライエルと表記されることもある。

## デビューまで
カライェルは、トルコ最高峰の競走であるガジ賞（ガジダービー）を通算13勝したオーナーブリーダーのサドゥク・エリイェシルの牧場で生まれた。生まれたときは特に印象に残る馬ではなかったが、2歳になりデビュー前の調教を開始した1972年初め頃には、放牧中の姿を遠目で見ると1歳年長の3歳世代有力馬でありその年のガジ賞（ガジダービー）勝ち馬となるアッコル（Akkor）と見間違えるほどの馬体に成長していた。

## 戦績
1972年9月2日、イスタンブール・ヴェリエフェンディ競馬場芝1100mの未勝利戦に同馬主の三冠牝馬ミニモやアッコルの主戦騎手も務めるベテランのエクレム・クルト騎乗で出走し、デビュー戦を楽勝した。
中1週でステークス競走のバルタジュ賞をスレイマン・アクドゥ騎乗で勝つとアンカラ競馬場に転戦して以後は鞍上をクルト騎手に固定し、10月から11月にかけてアンカラの重賞を3連勝、最後の2歳G1チャルディラン賞に至ってはそれまでで最も楽勝と言われる勝ちぶりだった。
明け3歳の1973年シリーズは4月21日にヴェリエフェンディ競馬場のG3アキフ・アクソン賞から開始し、5月6日のG2エルケック・タイ・デネメ（トルコ2000ギニー）は他馬のマークを受けてハイペースを演出されて消耗戦となったが、カライェルは残り600メートル地点からスパートすると200メートル地点で先頭に立ち、3馬身差をつけて圧勝した。
8戦8勝で迎え単勝1.05倍の圧倒的1番人気に推された6月10日のG1ガジ賞（ガジダービー）では、ハナに立ったオフィーリア（Ophelia）が1400mの通過タイム1分31秒というスローペースで大逃げを打ち、いつものように控えるカライェルとは100m以上の差をつけていた。残り600m地点でも差は縮まらず関係者も敗戦を覚悟する中、直線で猛然と追い上げたカライェルは残り150m地点でオフィーリアを難なくとらえ、さらに差を広げて4馬身差で勝利した。
9月23日のG1アンカラ賞（トルコセントレジャー）では逃げるオフィーリアを追走して押さえ込み楽勝。12戦12勝の無敗で三冠を達成すると、10月から12月にかけて共和国50周年記念競走、トルコ大統領賞、首相賞、上院議長賞と古馬混合G1競走を4連勝した。
明け4歳の1974年、馬主のエリイェシルはカライェルをイギリスに移籍させて欧州の大レースに挑戦することを希望し、1月にバリー・ヒルズ調教師とウィリー・カーソン騎手をトルコに招いてカライェルを試走させた。カライェルは休養中でレースに出走できる仕上がりではなかったが、騎乗したカーソン騎手は「この馬は世界中どこでも走る」と太鼓判を押し、ヒルズ調教師はカライェルを引き受けることを決めた。当時のトルコの検疫の制限から現役競走馬の輸出は難しく、許可を得る手続きに時間を要したため、カライェルは6月から7月にかけて重賞を2戦し、戦績を18戦18勝に伸ばした。ところが、いよいよレースプランが決まり渡航を控えていた矢先の調教中に骨折。治療で競走能力が回復する可能性もあったが、エリイェシルはカライェルを引退させることに決めた。

## 種牡馬時代
引退後は種牡馬となり、1976年生まれから2000年生まれまで84頭の産駒が血統登録されている。エリイェシル牧場が交配を抑制していたため種牡馬期間の長さに対して産駒数は多くないが、父子三冠を達成したセレン（Seren I）を初めとする多数の活躍馬を出した。ただし、サイアーラインは孫世代以降で続かず、21世紀には種牡馬リーディングから消えている。
死亡時期は不明。トルコのスタッドブックでは30歳を迎える2000年1月1日が死亡日として登録されている。

### 主な産駒
- マヒヌール（Mahinur） - 1979年ディシ・タイ・デネメ（トルコ1000ギニー）、クスラック賞（トルコオークス）[10]
- ヤヴチャ（Yavça） - 1981年ディシ・タイ・デネメ、クスラック賞[11]
- カラニモ（Karanimo） - 1982年アンカラ賞（トルコセントレジャー）、1984年・1985年大統領賞[12]
- セレン（Seren I）- 1983年三冠、1983年・1985年・1986年トルコジョッキークラブ賞、1984年・1985年・1986年首相賞[13]
- カルタヘナ（Cartegena） - 1983年チャルディラン賞、1984年エルケック・タイ・デネメ（トルコ2000ギニー）、ガジ賞（ガジダービー）[14]
- ギズモ（Gizmo） - 1990年アンカラ賞[15]
- フーゴ（Hugo） - 1993年トルコジョッキークラブ賞[16]

## 血統表
| カライェルの血統          | カライェルの血統                   | カライェルの血統         | （血統表の出典）         | （血統表の出典） |
| 父系                      | オーエンテューダー系               | オーエンテューダー系     | オーエンテューダー系     | [ § 2 ]          |
| 父 Prince Tudor 1958 栗毛 | 父の父King of the Tudors 1950 栗毛 | Tudor Minstrel           | Owen Tudor               | Owen Tudor       |
| 父 Prince Tudor 1958 栗毛 | 父の父King of the Tudors 1950 栗毛 | Tudor Minstrel           | Sansonnet                |                  |
| 父 Prince Tudor 1958 栗毛 | 父の父King of the Tudors 1950 栗毛 | Glen Line                | Blue Peter               | Blue Peter       |
| 父 Prince Tudor 1958 栗毛 | 父の父King of the Tudors 1950 栗毛 | Glen Line                | Scotias Glen             |                  |
| 父 Prince Tudor 1958 栗毛 | 父の母Fragrant Honey 1951 栗毛     | Honey Way                | Fairway                  | Fairway          |
| 父 Prince Tudor 1958 栗毛 | 父の母Fragrant Honey 1951 栗毛     | Honey Way                | Honey Buzzard            |                  |
| 父 Prince Tudor 1958 栗毛 | 父の母Fragrant Honey 1951 栗毛     | Fragrant View            | Panorama                 | Panorama         |
| 父 Prince Tudor 1958 栗毛 | 父の母Fragrant Honey 1951 栗毛     | Fragrant View            | Bouquet                  |                  |
| 母 Linda 1961 鹿毛        | 母の父Cihangir 1951 栗毛           | Hyperion                 | Gainsborough             | Gainsborough     |
| 母 Linda 1961 鹿毛        | 母の父Cihangir 1951 栗毛           | Hyperion                 | Selene                   |                  |
| 母 Linda 1961 鹿毛        | 母の父Cihangir 1951 栗毛           | Fair Profit              | Fair Trial               | Fair Trial       |
| 母 Linda 1961 鹿毛        | 母の父Cihangir 1951 栗毛           | Fair Profit              | Molly Bawn               |                  |
| 母 Linda 1961 鹿毛        | 母の母Modalı 1946 鹿毛             | Montrose                 | Coronach                 | Coronach         |
| 母 Linda 1961 鹿毛        | 母の母Modalı 1946 鹿毛             | Montrose                 | Accalmie                 |                  |
| 母 Linda 1961 鹿毛        | 母の母Modalı 1946 鹿毛             | I'm No Angel             | Felstead                 | Felstead         |
| 母 Linda 1961 鹿毛        | 母の母Modalı 1946 鹿毛             | I'm No Angel             | Marie Dhu                |                  |
| 母系(F-No.)               | (FN:F14-b)                         | (FN:F14-b)               | (FN:F14-b)               | [ § 3 ]          |
| 5代内の近親交配           | Hyperion 5x3 Fairway 4x5           | Hyperion 5x3 Fairway 4x5 | Hyperion 5x3 Fairway 4x5 | [ § 4 ]          |
| 出典                      | 1. 2. 3. 4.                        | 1. 2. 3. 4.              | 1. 2. 3. 4.              | 1. 2. 3. 4.      |

- 半弟に1986年の三冠馬ハーフズ（Hafız）[17]がいる。
- 父プリンステューダー（Prince Tudor）は1961年の英2000ギニー2着馬[18]。ハイペリオン系（オーエンテューダー系）の中でも英2000ギニー勝ち馬の祖父テューダーミンストレル（Tudor Minstrel）、サセックスステークス勝ち馬の父キングオブザテューダーズ（King of the Tudors）と3代続いたマイラーの系統であるが、種牡馬としてトルコに輸入されるとカライェルを含む長距離で成功した産駒を輩出した[3]。